# Куэльяр, Луис Франсиско
Лу́ис Франси́ско Куэ́льяр Карваха́ль (исп. Luis Francisco Cuéllar Carvajal; 1940—2009) — колумбийский государственный деятель, занимал должность губернатора департамента Какета (2008—2009).

## Биография
Луис Франсиско Куэльяр родился 22 декабря 1940 года в Тимане, департамент Уила. С 1996 по 1998 год был мэром города Морелия. Четырежды (в 1987, 1990, 1995, 1997 годах) Куэльяр был похищен боевиками вооружённой группировки РВСК-АН в своём родном департаменте, но каждый раз его отпускали под выкуп. 21 декабря 2009 года, накануне Дня рождения, Куэльяр вновь стал жертвой похищения РВСК-АН. На этот раз боевики подъехали на автомобилях к дому губернатора и в ходе боя застрелили его телохранителей, после чего силой затащили Куэльяра в автомобиль. 22 декабря 2009 года истерзанное тело губернатора было обнаружено местными крестьянами. Международная неправительственная организация Amnesty International осудила это убийство. В 2010 году один из командиров РВСК-АН Генри Лопес Сармиенто был назван правительством Колумбии организатором похищения и убийства Куэльяра.